# Миралем Сулејмани
Миралем Сулејмани (рођен 5. децембра 1988. у Београду) српски је фудбалер који игра на позицији везног играча.

## Клубови

### Партизан
Сулејмани је поникао у млађим категоријама ФК БСК Батајница. Прешао је у ФК Партизан када је имао непуних дванаест година. Клуб је сносио трошкове скупе и компликоване операције, обављене у иностранству, која је отклонила тешку повреду и омогућила Миралему Сулејманију наставак фудбалске каријере.
Дебитовао је за Партизан 26. новембра 2005. када је на Стадиону ЈНА савладан Обилић резултатом 4:2. Тадашњи тренер Јирген Ребер је увео Сулејманија у 82. минуту уместо Стефана Бабовића.
У септембру 2003. потписао је уговор о стипендирању са ФК Партизан који је истицао у јануару 2007. године и којим се, између осталог, обавезао да први професионални уговор када се за то стекну услови, потпише за Партизан. Међутим, Сулејмани у децембру 2006. потписује за холандски Херенвен и без обештећења постаје његов члан. Партизан га је суспендовао на годину дана због тога што је без дозволе клуба отишао у Холандију и потписао уговор са Херенвеном.

### Херенвен
У марту 2007. добио је дозволу Светске фудбалске федерације (ФИФА) да игра за холандски Херенвен. ФИФА је холандски клуб обавестила да суспензије ФК Партизан и Фудбалског савеза Србије не важе, односно да може да лиценцира младог фудбалера.
Након што је у сезони 2007/08. постигао 14 голова за Херенвен у Ередивизији, Сулејмани је добио признање за најбољег младог играча у Холандији, коју додељује Фондација Јохан Кројф. У жирију су биле легенде холандског и светског фудбала - Јохан Кројф, Гус Хидинк, Марко ван Бастен, Руд Гулит.

### Ајакс
Сулејмани је 4. јула 2008. потписао петогодишњи уговор са Ајаксом, који је платио Херенвену 16,25 милиона евра да га доведе у свој клуб. Овај износ је тада представљао рекорд у холандском фудбалу.
Сулејмани је у својој првој сезони у Амстердаму постигао 10 голова и забележио осам асистенција. Тадашњи тренер Ајакса Марко ван Бастен није успео да одведе клуб до пласмана у Лигу шампиона, па га је на крају сезоне заменио Мартин Јол. Код Јола је Сулејмани имао другачију улогу, углавном је улазио на терен са клупе за резервне играче. Сулејмани је током лета 2010. требао да пређе у енглески Вест Хем јунајтед, али до трансфера није дошло због радне дозволе. Долазак Франка де Бура означио је почетак нове успешне ере Ајакса и то управо у периоду када је Сулејманију пропао трансфер у Енглеску. Холанђанин је вратио Сулејманију статус стандардног првотимца и Ајакс је освојио две узастопне титуле. У првој сезони, Сулејмани је постигао 13 голова и уписао 14 асистенција на 53 наступа, док је у другој учинак био 12 голова с тим што је већ у марту завршио сезону због повреде.
У сезони 2012/13. Ајакс је освојио трећу узастопну титулу а Сулејмани је ове такмичарске године имао најмању минутажу. Наступио је на само осам утакмица, без постигнутог гола. Ове сезоне ниједном није био члан стартне поставе, а име му је последњи пут било уписано у протоколу 8. децембра 2012, када је на клупи преседео меч са Гронингеном. Након што су се у фебруару 2013. појавиле информације да ће Сулејмани потписати за Бенфику као слободан играч, тренер Франк де Бур га је пребацио у резервни тим, где је остао до краја сезоне.
Сулејмани је за пет сезона у Ајаксу наступио на укупно 158 утакмица и постигао 38 голова. Са клубом је освојио три холандске  Ередивизије као и један Куп.

### Бенфика
У јулу 2013. званично је потписао петогодишњи уговор са португалском Бенфиком. Сулејмани је у освајању португалске Прве лиге у сезони 2013/14. забележио тек 11 наступа уз један постигнут гол, 15. децембра против Олханенсеа. У истој сезони са клубом је стигао до финала Лиге Европе где је Бенфика поражена од Севиље. На том финалу је изашао из игре у 25. минуту због повреде. У наредној сезони са клубом је поново био првак Португала али уз још мању минутажу.
Сулејмани је за две сезоне у Бенфици наступи на 34 утакмице уз три постигнута гола. Поред две титуле првака Португалије освојио је са клубом и један национални Куп и два Лига купа.

### Јанг бојс
У јуну 2015. потписао је уговор са швајцарским Јанг бојсом.
У сезони 2017/18. екипа Јанг бојса прекинула је осмогодишњу доминацију Базела и освојила титулу првака Швајцарске. То је била 12 титула првака државе за Јанг бојс и прва након 1986. године. Сулејмани је у освајању ове титуле учествовао са 11 постигнутих погодака и осам асистенција. И у наредне три сезоне Сулејмани је са Јанг бојсом био првак Швајцарске. Поред овога са клубом је освојио и швајцарски Куп у сезони 2019/20. То је био седми трофеј Купа за клуб у овом такмичењу, а први од 1987. године. Јанг Бојс је тако у овој сезони освојио дуплу круну – први пут од 1958. године.
По окончању такмичарске 2021/22, Сулејмани је напустио Јанг бојс. За седам сезона наступио је на укупно 217 утакмица, уз 47 голова и 55 асистенција, освојивши четири шампионске титуле и један куп.

### Железничар Инђија
После годину и по дана без клуба, Сулејмани је у јануару 2024. приступио Железничару из Инђије.

## Репрезентација
За младу репрезентацију Србије наступао је у периоду од 2007. до 2010. године. Играо је на Европском првенству 2009. у Шведској.
За А репрезентацију Србије дебитовао је 6. фебруара 2008. године у Скопљу на пријатељском сусрету са репрезентацијом Македоније која се завршила нерешеним резултатом 1:1. Jедини гол у дресу сениора постигао је 11. септембра 2012. када је на Стадиону Карађорђе у Новом Саду савладан Велс резултатом 6:1 у квалификацијама за Светско првенство 2014. Забележио је укупно 20 наступа за А репрезентацију а последњи пут је наступио 29. марта 2016. на пријатељској утакмици са Естонијом.

### Голови за репрезентацију
| #  | Датум               | Место            | Противник | Гол | Резултат | Такмичење                                |
| -- | ------------------- | ---------------- | --------- | --- | -------- | ---------------------------------------- |
| 1. | 11. септембар 2012. | Нови Сад, Србија | Велс      | 6-1 | 6-1      | Квалификације за Светско првенство 2014. |

### Наступи по годинама
| Србија | Србија  | Србија |
| Године | Наступа | Голова |
| ------ | ------- | ------ |
| 2008.  | 3       | 0      |
| 2009.  | 3       | 0      |
| 2010.  | 1       | 0      |
| 2011.  | 0       | 0      |
| 2012.  | 5       | 1      |
| 2013.  | 3       | 0      |
| 2014.  | 1       | 0      |
| 2015.  | 2       | 0      |
| 2016.  | 2       | 0      |
| Укупно | 20      | 1      |

## Приватно
Сулејмани је рођен у Београду. Његов отац Миљаим је Горанац с Космета, а мајка Силвија је Српкиња. Очева породица се 1948. године преселила у Батајницу. Миралемов отац Миљаим је такође тренирао фудбал и играо је за ОФК Београд и ГСП Полет. Миралемови омиљени фудбалери су Тијери Анри и Кристијано Роналдо. Његов најбољи пријатељ је Данко Лазовић. Године 2010. упознао је своју жену Весну Мушовић. Године 2011. добио је сина.

## Трофеји

### Ајакс
- Првенство Холандије (3) : 2010/11, 2011/12, 2012/13.
- Куп Холандије (1) : 2009/10.

### Бенфика
- Првенство Португала (2) : 2013/14, 2014/15.
- Куп Португала (1) : 2013/14.
- Лига куп Португала (2) : 2013/14, 2014/15.

### Јанг Бојс
- Првенство Швајцарске (4) : 2017/18, 2018/19, 2019/20, 2020/21.
- Куп Швајцарске (1) : 2019/20.